# Reprezentacja Nikaragui w piłce nożnej mężczyzn
Reprezentacja Nikaragui w piłce nożnej mężczyzn – drużyna piłkarska reprezentująca Republikę Nikaragui w zawodach międzynarodowych. Za jej funkcjonowanie odpowiedzialna jest Federación Nicaragüense de Fútbol, organ zarządzający piłką nożną w Nikaragui. W reprezentacji mogą występować wyłącznie zawodnicy posiadający obywatelstwo nikaraguańskie.
Federacja powstała w 1931, od 1950 jest członkiem FIFA, od 1968 CONCACAF. Nikaraguańczycy nigdy nie awansowali do finałów Mistrzostw Świata. W Złotym Pucharze CONCACAF grali raz (2009). Zakończyli ten turniej już po fazie grupowej. Jako zwycięzcy barażu z drużyną Haiti (po porażce 1:3 w pierwszym spotkaniu, w drugim padł wynik 3:0 dla Nikaragui), zakwalifikowali się również do Złotego Pucharu CONCACAF 2017. Jednak podobnie jak osiem lat wcześniej zakończyli zmagania turniejowe po meczach grupowych.
Obecnie w rankingu FIFA drużyna Nikaragui zajmuje 151 miejsce. Przydomek reprezentacji to La Azul y Blanco lub Los Pinoleros. Nikaragua zajmuje obecnie (6. lipca 2017) 13. miejsce w CONCACAF.

## Udział wMistrzostwach Świata
- 1930 – 1990 – Nie brała udziału
- 1994 – 2022 – Nie zakwalifikowała się

## Udział wZłotym Pucharze CONCACAF
- 1991 – 2007 – Nie zakwalifikowała się
- 2009 – Faza grupowa
- 2011 – 2015 – Nie zakwalifikowała się
- 2017 – Faza grupowa
- 2019 – Faza grupowa
- 2021 – Nie zakwalifikowała się

## Udział wCopa Centroamericana
- 1991 – 1995 – Nie zakwalifikowała się
- 1997 – Faza grupowa
- 1999 – Faza grupowa
- 2001 – Faza grupowa
- 2003 – VI Miejsce
- 2005 – Faza grupowa
- 2007 – Faza grupowa
- 2009 – Faza grupowa
- 2011 – Faza grupowa
- 2013 – Faza grupowa
- 2014 – Faza grupowa
- 2017 – V Miejsce

## Rekordziści
| #   | Zawodnik             | Pozycja | Lata      | Występy |
| --- | -------------------- | ------- | --------- | ------- |
| 1.  | David Solórzano      | OB      | 1999–2014 | 49      |
| 2.  | Josué Quijano        | OB      | 2011–     | 42      |
| 3.  | Juan Barrera         | PO      | 2009–     | 41      |
| 4.  | Carlos Alonso        | OB      | 2000–2010 | 35      |
| 5.  | Denis Espinoza       | BR      | 2004–2013 | 32      |
| 6.  | Samuel Wilson        | NA      | 2001–2013 | 29      |
| 7.  | Manuel Rosas         | OB      | 2013–     | 28      |
| 8.  | Rudel Calero         | NA      | 2001–2011 | 26      |
| 8.  | Franklin López       | PO      | 2004–2015 | 26      |
| 8.  | Emilio Palacios      | NA      | 2001–2009 | 26      |
| 11. | Jason Casco          | OB      | 2014–     | 25      |
| 11. | Elvis Pinel          | PO      | 2011–     | 25      |
| 13. | Luis Fernando Copete | OB      | 2014–     | 24      |
| 14. | Raúl Leguías         | NA      | 2010–     | 23      |
| 14. | Eliud Zeledón        | OB      | 2009–2014 | 23      |

| #  | Zawodnik         | Pozycja | Lata      | Gole |
| -- | ---------------- | ------- | --------- | ---- |
| 1. | Emilio Palacios  | NA      | 2001–2009 | 11   |
| 2. | Juan Barrera     | PO      | 2009–     | 10   |
| 3. | Raúl Leguías     | NA      | 2010–     | 8    |
| 4. | Rudel Calero     | NA      | 2001–2011 | 4    |
| 4. | Carlos Chavarría | NA      | 2013–     | 4    |
| 4. | Samuel Wilson    | NA      | 2001–2013 | 4    |